# Flavio Becca

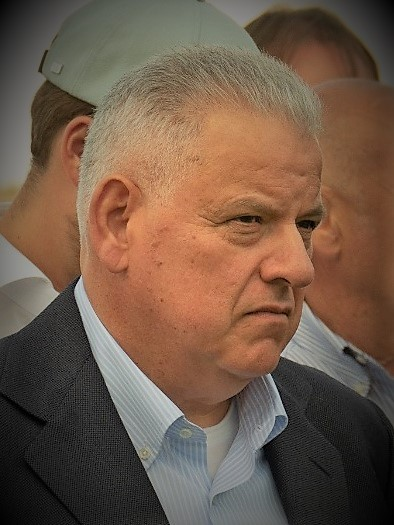
Flavio Becca (2023)

Flavio Becca (* 18. Juni 1962 in Luxemburg) ist ein luxemburgischer Immobilieninvestor und Mäzen. Becca gilt als einer der reichsten Luxemburger. Einer breiteren Öffentlichkeit wurde er als Mäzen von F91 Düdelingen sowie als Bürge und potenzieller Investor des 1. FC Kaiserslautern bekannt.

## Leben
Becca wuchs als Sohn italienischer Einwanderer im luxemburgischen Hesperingen auf und lebt in Luxemburg.
In den 1990er Jahren begann Becca mit dem Sponsoring des luxemburgischen Fußballvereins F91 Düdelingen. Düdelingen schaffte es während der Zeit von Beccas Engagement zu 15 luxemburgischen Meistertiteln sowie zur erstmaligen Teilnahme einer luxemburgischen Mannschaft an der UEFA Europa League in der Saison 2018/19.
2011 gründete Becca mit seinem Unternehmen Leopard S.A. das professionelle Radsportteam Leopard Trek. 2018 wurde er Großsponsor beim belgischen Drittligisten Excelsior Virton.
2019 einigte er sich mit dem 1. FC Kaiserslautern über eine Kooperation. Wie von Becca gefordert, trat der Aufsichtsratsvorsitzende und Beiratsmitglied Michael Littig von seinen Vereinsämtern zurück. Becca gewährte dem FCK zunächst eine Bürgschaft in Höhe von 2,6 Millionen Euro, die später in Eigenkapital umgewandelt werden soll. Becca gab an, in den nächsten fünf Jahren insgesamt 25 Millionen Euro in den Verein investieren zu wollen.

## Verdacht der Steuerhinterziehung
Flavio Becca war möglicherweise in mehrere kriminelle Investigationen verwickelt.
Medien berichteten Anfang des Jahres 2019, dass Becca der Geldwäsche im Zuge eines „luxury watches“-Skandals verdächtigt wurde. (Aldo und Flavio Becca hatten zuvor die Aktivitäten ihrer Gruppe auf die Bereiche Lebensmittel, Technologie, Uhrmacherei und Sport umgestellt).
Die belgische Zeitung Sudinfo publizierte 2019 die Behauptung, dass gegen Flavio Becca verschiedene Investigationen liefen. Im Jahr 2011 führte die Polizei in seinem Wohnsitz und seiner Geschäftsstelle eine Razzia durch.
Seine Immobiliengeschäfte wurden von der luxemburgischen Staatsanwaltschaft wegen des Verdachts auf Steuerhinterziehung überprüft.
Am 4. März 2021 wurde Becca erstinstanzlich wegen Veruntreuung von Firmengeldern und Geldwäsche zu zwei Jahren Haft auf Bewährung sowie einer Geldstrafe von 250.000 Euro verurteilt.